# Agamé
Agamé è un arrondissement del Benin situato nella città di Lokossa (dipartimento di Mono) con 12.833 abitanti (dato 2006).